# Prune des bois
Pour les articles homonymes, voir Prune (homonymie).
Pour plus de détails, voir Fiche technique et Distribution.
Prune des bois est le titre d'un film belge réalisé par Marc Lobet en 1979.

## Synopsis
Ce film met en avant une bande d'enfants fascinés par le livre Sans famille d'Hector Malot raconté par leur institutrice jusqu'au moment ils découvrent dans les bois une petite fille abandonnée qu'ils décident d'adopter.

## Fiche technique
- Titre  original : Prune des bois
- Réalisateur : Marc Lobet
- Scénariste  : Kathleen de Béthune, Marielle Paternostre
- Producteurs : Jacques Vercruyssen, Violette Vercruyssen
- Musique du film :  Pierre Perret
- Directeur de la photographie : Michel Baudour
- Montage :  Anne Christophe
- Distribution des rôles : Patrick Hella
- Création des costumes : Viviane Fleming
- Ingénieur du son :Henri Morelle
- Coordinateur des cascades :   (Stunts)
- Société de production :  ODEC
- Société de distribution : Banque de l'Image
- Pays d'origine  : Belgique
- Genre : Comédie
- Durée : 82 minutes
- Date de sortie : 
  - Belgique : 16 janvier 1980
  - France : 16 décembre 1981

## Distribution
- Bonbon :
- Michem Castel :
- Christian Marin : Gaspard
- Lionelle Lamy : Prune des Bois
- Alexandre von Sivers : L'industriel
- Arlette Biernaux : La grand-mère
- Alexandre Chikowsky :
- Maud Noerdinger :
- Quentin Staes :
- Emmanuelle Taymans :
- Isabelle Bourgeois :
- Michel Castel : Le commissaire
- François Duysinx : Le sous-préfet
- Julie Dubard :
- Jean-Paul Comart
- Pascal Carré : Le photographe